# Cyprolais mutica
Cyprolais mutica är en skalbaggsart som beskrevs av Oliver Erichson Janson 1915. Cyprolais mutica ingår i släktet Cyprolais och familjen Cetoniidae. Utöver nominatformen finns också underarten C. m. holorufa.